# Trượt băng tốc độ tại Thế vận hội Mùa đông 2018 - 5000 mét nữ
Nội dung 5000 mét nữ của môn trượt băng tốc độ tại Thế vận hội Mùa đông 2018 diễn ra tại Gangneung Oval ở Gangneung vào ngày 16 tháng 2 năm 2018.

## Kết quả
| Hạng | Đôi | Làn | Tên                    | Quốc gia                     | Thời gian | Kém    | Ghi chú |
| ---- | --- | --- | ---------------------- | ---------------------------- | --------- | ------ | ------- |
| 1    | 4   | O   | Esmee Visser           | Hà Lan                       | 6:50.23   | –      | TR      |
| 2    | 6   | O   | Martina Sáblíková      | Cộng hòa Séc                 | 6:51.85   | +1.62  |         |
| 3    | 6   | I   | Natalya Voronina       | Vận động viên Olympic từ Nga | 6:53.98   | +3.75  |         |
| 4    | 1   | I   | Annouk van der Weijden | Hà Lan                       | 6:54.17   | +3.94  |         |
| 5    | 5   | I   | Ivanie Blondin         | Canada                       | 6:59.38   | +9.15  |         |
| 6    | 3   | O   | Isabelle Weidemann     | Canada                       | 6:59.88   | +9.65  |         |
| 7    | 1   | O   | Maryna Zuyeva          | Belarus                      | 7:04.41   | +14.18 |         |
| 8    | 5   | O   | Claudia Pechstein      | Đức                          | 7:05.43   | +15.20 |         |
| 9    | 4   | I   | Misaki Oshigiri        | Nhật Bản                     | 7:07.71   | +17.48 |         |
| 10   | 2   | I   | Jelena Peeters         | Bỉ                           | 7:10.26   | +20.03 |         |
| 11   | 2   | O   | Carlijn Schoutens      | Hoa Kỳ                       | 7:13.28   | +23.05 |         |
| 12   | 3   | I   | Nana Takagi            | Nhật Bản                     | 7:17.45   | +27.22 |         |